# Roger Willie
Roger Willie (né en 1964 à Santa Fe au Nouveau-Mexique) est un acteur américain. Père de deux enfants, il vit actuellement[Quand ?] à Tucson en Arizona.

## Biographie[1]
D'origine navajo, Roger Willie parle couramment le Navajo, bien qu'il n'ait pas été élevé dans une réserve navajo.
Vétéran de l'US Army, il a participé à la seconde guerre du Golfe.
Il a été diplômé en 1995 de l'Université de Caroline du Nord à Pembroke, une école fondée en 1887 en tant qu'école normale pour former des professeurs amérindiens.
Il est membre du clan Navajo Wateredge.

## Filmographie

### Acteur
- 1999 : Flic de haut vol (Blue Streak) de Les Mayfield : Cashier (non crédité)
- 2002 : Windtalkers : Soldat Charlie Whitehorse
- 2002 : Adaptation : Randy
- 2003 : Edge of America (TV) : Leonard
- 2008 : Lost Stallions: The Journey Home : Loup gris
- 2009 : Wesley : Cusseta

### Réalisateur
- 2003 : The Code Talkers: A Secret Code of Honor : Lui-même